# Noctuelle de la Patience
Acronicta rumicis
Espèce
La Noctuelle de la Patience ou Cendrée noirâtre, Acronicta rumicis, est une espèce de lépidoptères (papillons) de la famille des Noctuidae.

## Dénominations
Acronicta rumicis a pour synonyme Viminia rumicis (Linnaeus, 1758) Protonyme.
Actuellement, la Noctuelle de la Patience se nomme Acronicta (Viminia) rumicis (voir ci-dessous le genre Acronicta et son sous-genre Viminia dans Wikispecies)

## Distribution
On la trouve en Europe, Afrique du Nord et Asie jusqu'au Japon. Partout en France métropolitaine.

## Description
L'imago a une envergure de 30 à 40 mm. Gris foncé, il présente une virgule blanche sur le bord supérieur de l'aile antérieure, ce qui le différencie d'espèces proches.

## Biologie
Cette noctuelle vole de mars à septembre selon la localisation, sur deux générations. Elle est attirée par la lumière. On la rencontre dans des milieux variés, y compris dans les villes et villages.
Sa chenille se nourrit sur différentes plantes herbacées : des patiences (Rumex), des plantains (Plantago), des chardons (Carduus et Cirsium), le houblon (Humulus lupulus), et aussi des arbres et arbustes : saules (Salix), aubépines (Crataegus)...

## Galerie

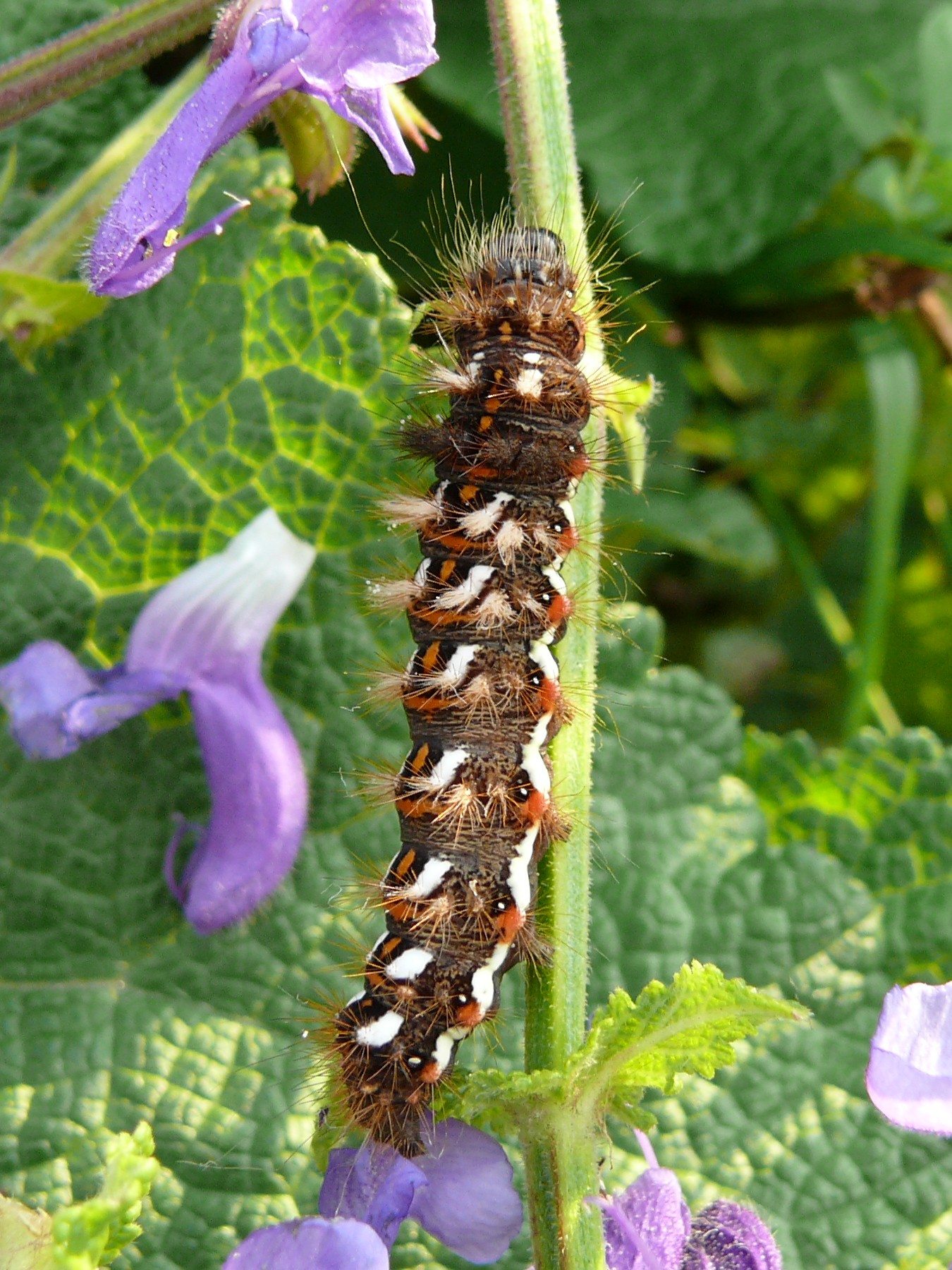
Chenille
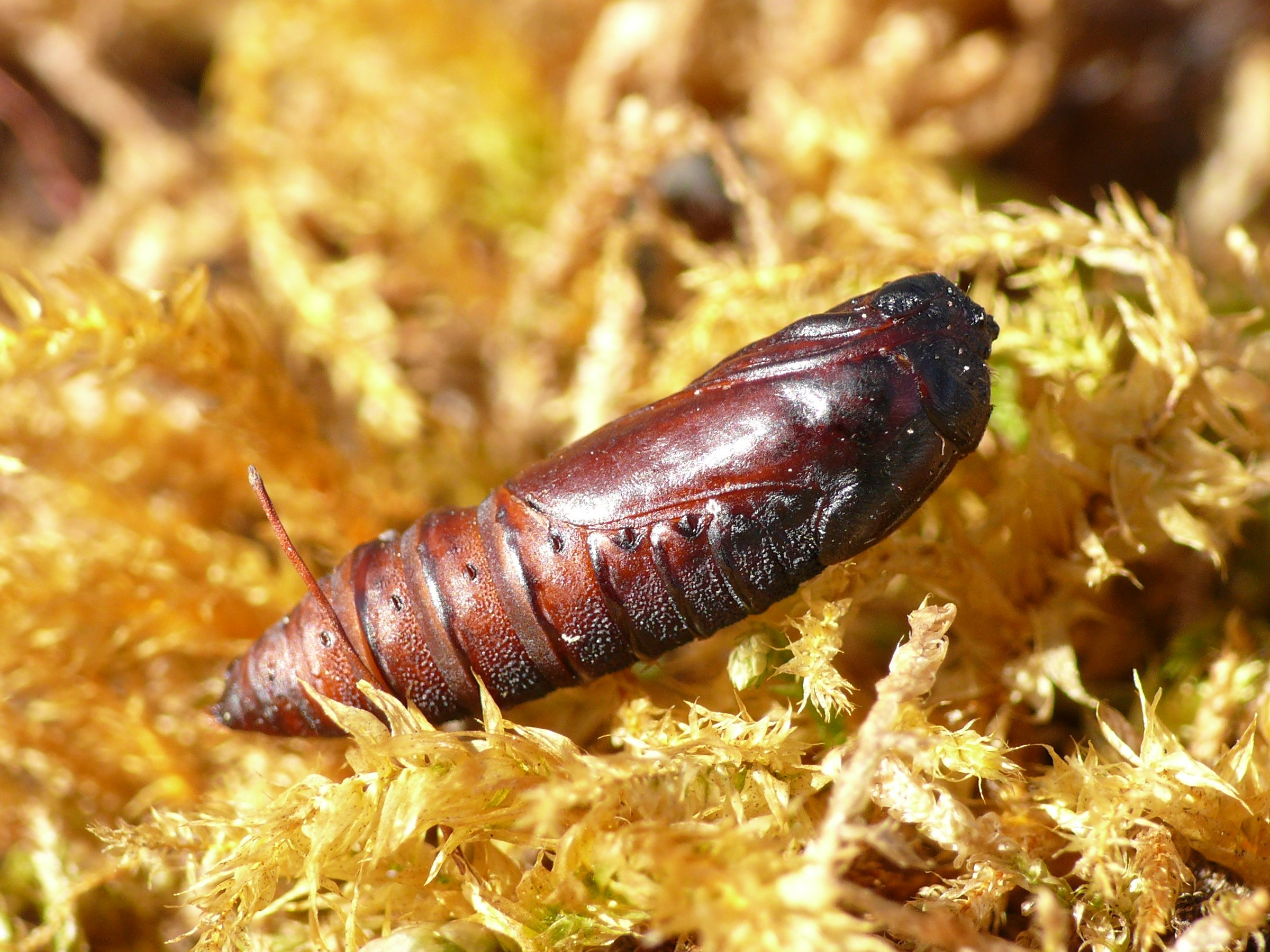
Chrysalide
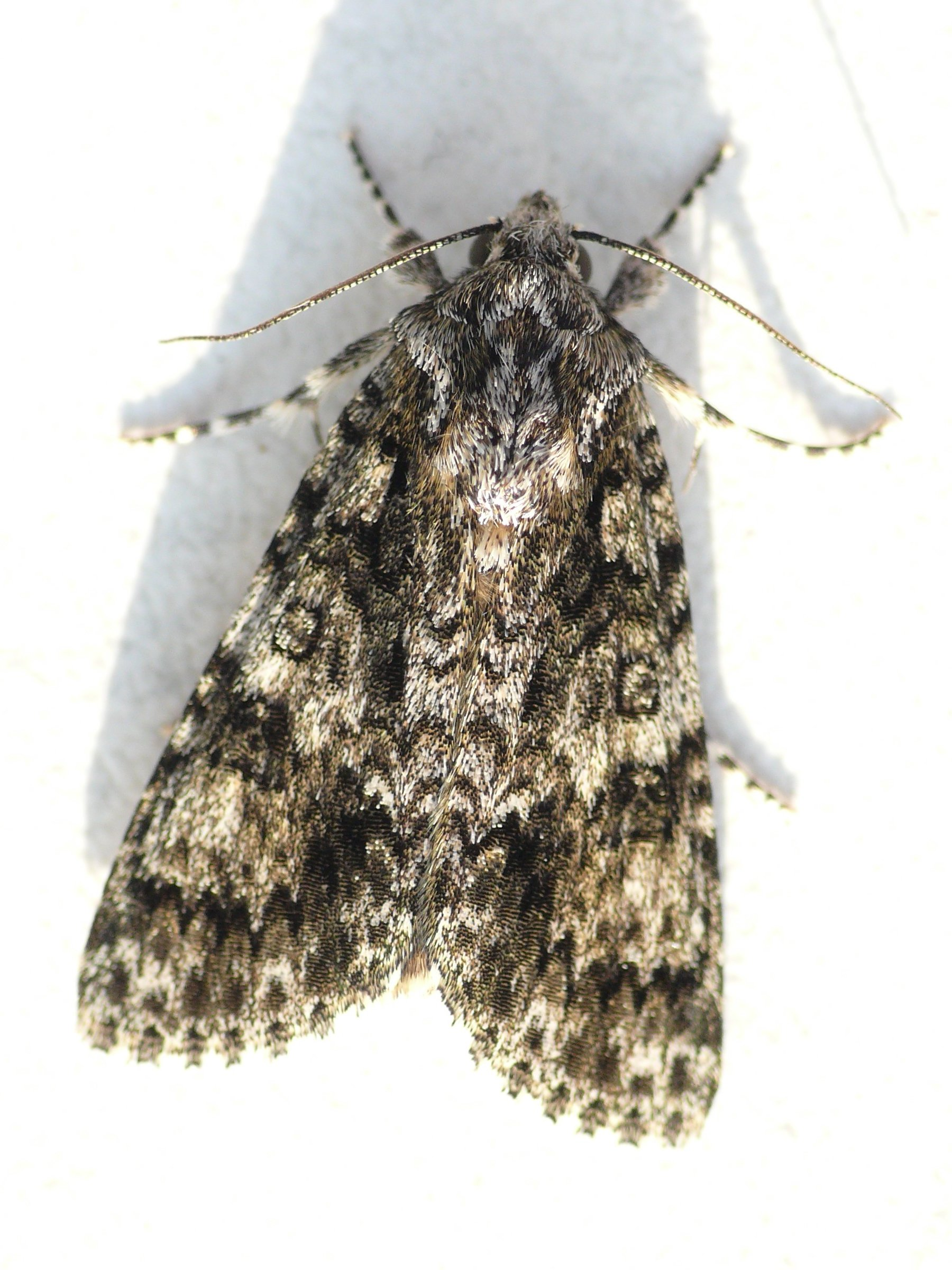
Imago